# Dikkie Scipio
Dikkie Scipio (Utrecht, 1963) è un architetto olandese.

## Biografia
È uno dei tre fondatori dello studio KAAN Architecten di Rotterdam insieme a Kees Kaan e Vincent Panhuysen. Precedentemente, dal 1995 al 2014, ha lavorato per lo studio di Claus en Kaan Architecten, diventandone poi socia nel 2002.
Laureatasi presso la Royal Academy of Art a l'Aja in Architettura e Design nel 1990, ha successivamente conseguito un Master in Architettura all'Accademia di Architettura di Rotterdam nel 1996. Attualmente insegna Progettazione dell'Architettura presso Münster University of Applied Sciences.
Le competenze di Dikkie Scipio spaziano da opere di ristrutturazione e restauro del patrimonio architettonico, a edifici dedicati alla cultura, all'educazione pubblica e alla ricerca.
Tra le maggiori opere firmate da Dikkie Scipio, nel contesto della sua attività presso KAAN Architecten, vi sono: la ristrutturazione e l'ampliamento del Museo Paleis Het Loo ad Apeldoorn, il Museo Nazionale di Belle Arti ad Anversa, l'Instituto di Scienze Molecolari a Orsay, la ristrutturazione di De Bank, attuale ufficio di KAAN Architecten a Rotterdam, e il Centro di Ricerca Erasmus MC a Rotterdam.
Dikkie Scipio è impegnata in diverse attività al di fuori della sua professione di architetto. Dal 2014 fa parte del consiglio di amministrazione della Fondazione Fleur Groenendijk e ha fondato il premio di architettura De Meester, che premia i migliori giovani neo-laureati dell'Accademia di Architettura di Rotterdam. Dal 2018, Scipio è membro del consiglio di supervisione di Nai010 Uitgevers/Publishers.